# Bridge Constructor: Portal
Bridge Constructor Portal es un videojuego de simulación de ingeniería y rompecabezas desarrollado por ClockStone Software y publicado por Headup Games. El juego es parte de la serie de videojuegos Bridge Constructor, con la incorporación de elementos de la Serie Portal. El juego fue lanzado en Android, iOS, Linux, macOS y Windows en diciembre de 2017, y después publicado para el Nintendo Switch, PlayStation 4, Xbox One en el 2018.

## Gameplay
Bridge Constructor Portal es un videojuego de simulación de ingeniería y rompecabezas ambientado en el universo de la serie Portal. los Jugadores tienen la tarea de diseñar y construir puentes para uno o más vehículos de un lugar a otro en Aperture Laboratorios, bajo la supervisión de la inteligencia artificial GLaDOS.
El juego combina elementos de la serie Bridge Constructor y la serie Portal. Los jugadores tienen la tarea de construir puentes utilizando puntales de longitud máxima (que pueden convertirse en segmentos de carretera según sea necesario) y cables anclados a puntos fijos previamente designados en las paredes del rompecabezas. La disponibilidad limitada de puntos fijos puede requerir que el jugador construya puentes con auto-apoyo. Estos puentes deben ser capaces de soportar su propio peso, así como los de los vehículos y de cualquier fuerza que impacte cuando se aterrice en el puente. Los elementos de Portal requieren que el jugador guíe los vehículos a través de los puentes para cruzar a través de los portales, presionar botones para abrir puertas u otras acciones, evitar entrar en contacto visual con torretas centinelas o estar en contacto con campos letales o de fluido letal y utilizar otros elementos de Portal como geles de propulsión, repulsión y plataformas de lanzamiento.
El jugador puede cambiar entre el modo de construcción, el modo de prueba y el modo vehículo para revisar su solución. El modo de prueba permite que el juego simule la física para ver cómo los componentes del puente se levantan bajo su propio peso. El modo vehículo envía un vehículo a través de la construcción del jugador. Durante cualquiera de estos, el juego muestra cualquier puntal o cables que están bajo tensión en rojo, y si exceden su límite de tensión, se romperá y hará que el puente se derrumbe. Si el jugador diseña un puente para permitir que un vehículo pase con éxito, entonces puede intentar enviar un convoy de vehículos a través del curso.
No hay límite de construcción para un nivel, pero cada componente del puente colocado en una prueba tiene un valor monetario, y el jugador tiene un desafío por separado para mantener el valor monetario total lo más bajo posible. El jugador completa un rompecabezas haciendo que un vehículo atraviese de un lado al otro, pero se califica más alto haciendo que todos los vehículos entren en el recorrido sin daño.

## Desarrollo y lanzamiento
Bridge Constructor Portal está siendo desarrollado por ClockStone Software y publicado por Headup Games. Los dos estudios trabajaron a lo largo de 2017 en un sucesor para su videojuego de 2013, Bridge Constructor. Se asociaron con Valve Corporation, que creó y que también posee la serie Portal para ayudar con los elementos de juego de Portal, los recursos de arte y la historia de la serie Portal.. Esto incluye tener a Ellen McLain como la voz de GLaDOS para el juego.
El juego fue anunciado el 6 de diciembre de 2017 y publicado el 20 de diciembre de 2017, para dispositivos móviles Android e iOS, Linux, macOS y Windows. Se estima que el juego será publicado a inicios de 2018 en Playstation 4, Xbox One y Nintendo Switch.

## Recepción
Bridge Constructor Portal recibió críticas "Generalmente Favorables" de parte de Metacritic. El crítico de IGN, TJ Hafer, descubrió que el juego es simple e intuitivo a la vez que logra ofrecer un nivel de profundidad y desafío satisfactorio. El estaba un poco decepcionado de que los portales se mantuvieran estáticos en los niveles y que el juego no presentara ningún rompecabezas que implique colocar portales. Aunque no creía que el humor estuviera a la altura de los anteriores juegos de Portal, notó que la estética y el diseño de sonido eran una reminiscencia de esos títulos anteriores. El escritor de Destructoid, Jordan Devore estuvo de acuerdo en que el juego era sencillo y que construir estructuras era fácil de llevar a cabo. Encontró que el ritmo del juego era bueno durante la primera mitad, pero pensó que había agotado la introducción de nuevas mecánicas en la segunda mitad, optando por concentrarse en una mayor complejidad y más variables en los rompecabezas.